# Gare de Khoust
Le gare de Khoust (ukrainien : Хуст (станція)) est une gare ferroviaire située en Ukraine.

## Situation ferroviaire
Située sur la ligne de Batovo à Solotyvno-I.

## Histoire
Elle est ouverte en 1872 sur la ligne Satu Mare-Korolevo-Bouchtyno. La gare a été rénovée en 1930 puis en 2016.

### Accueil

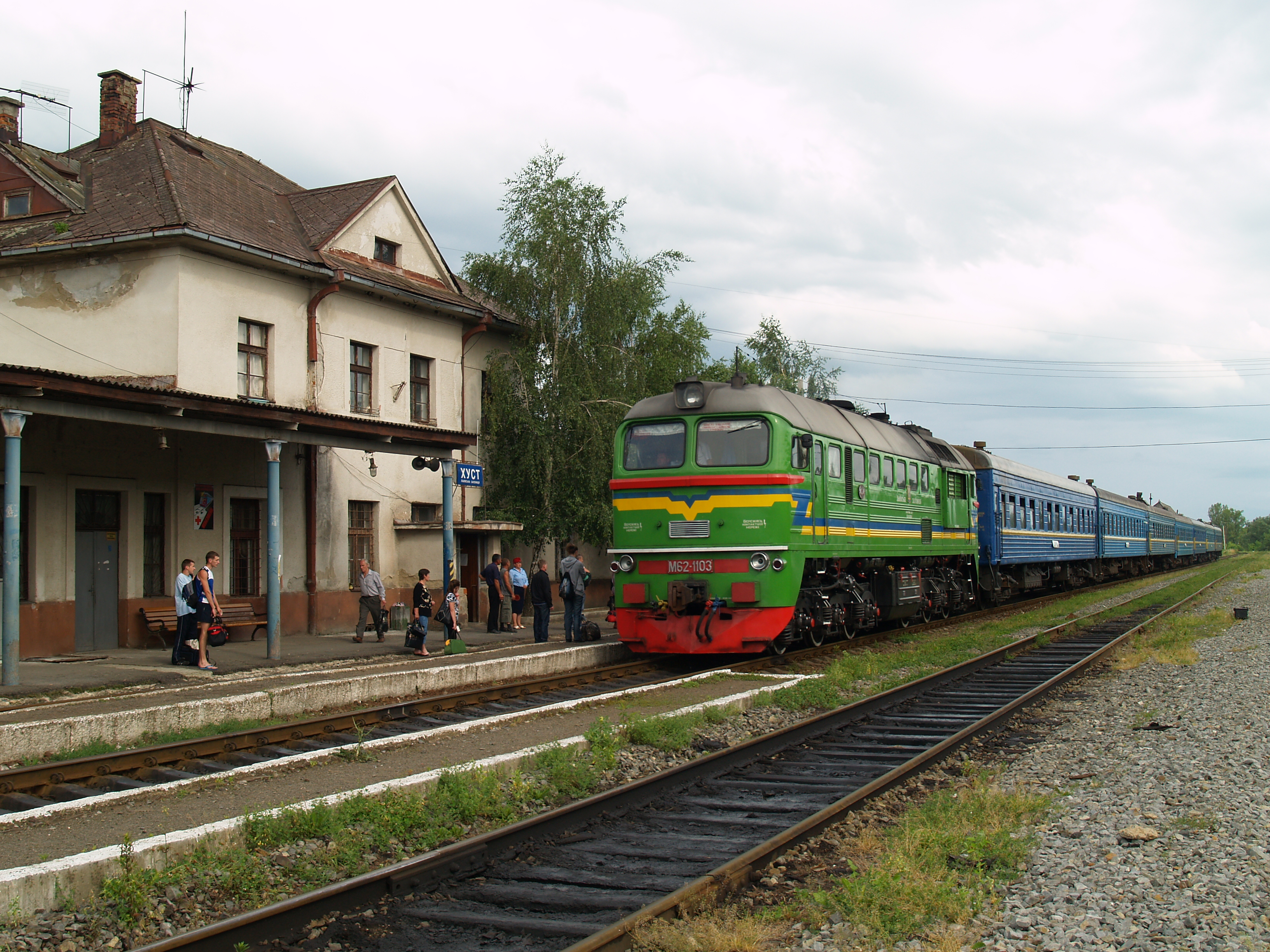
Avec un train en gare.